# Liste der Biografien/Barw
Liste der Biografien |
Portal Biografien |
Personensuche
# |
A |
B |
C |
D |
E |
F |
G |
H |
I |
J |
K |
L |
M |
N |
O |
P |
Q |
R |
S |
T |
U |
V |
W |
X |
Y |
Z |
?
 
Ba |
Be |
Bd |
Bg |
Bh |
Bi |
Bj |
Bl |
Bm |
Bn |
Bo |
Br |
Bs |
Bu |
Bw |
By |
Bz
 
Baa |
Bab |
Bac |
Bad |
Bae |
Baf |
Bag |
Bah |
Bai |
Baj |
Bak |
Bal |
Bam |
Ban |
Bao |
Bap |
Baq |
Bar |
Bas |
Bat |
Bau |
Bav |
Baw |
Bax–Baz
 
Bara |
Barb |
Barc |
Bard |
Bare |
Barf |
Barg |
Barh |
Bari |
Barj |
Bark |
Barl |
Barm |
Barn |
Baro |
Barp |
Barq |
Barr |
Bars |
Bart |
Baru |
Barv |
Barw |
Bary |
Barz
Die Liste der Biografien führt alle Personen auf, die in der deutschsprachigen Wikipedia einen Artikel haben. Dieses ist eine Teilliste mit 53 Einträgen von Personen, deren Namen mit den Buchstaben „Barw“ beginnt.

## Barw

### Barwa
- Barwa, John (* 1955), römisch-katholischer Bischof
- Barwa, Vincent (* 1953), indischer Geistlicher, Bischof von Simdega
- Barwahser, Hubert (1906–1985), niederländischer Flötist und Musikpädagoge
- Barwal, Sawan (* 1998), indischer Langstreckenläufer
- Bärwald, Christiane (* 1980), deutsche Schauspielerin
- Bärwald, Helmut (1928–2003), deutscher Politiker (SPD), Leiter des Ostbüros der SPD in den 1960er und 1970er Jahren
- Bärwald, Hermann (1828–1907), deutscher Historiker, Lehrer, Schuldirektor und Autor
- Barwandt, Beate (1950–1975), deutsche Schlagersängerin
- Barwasser, Frank-Markus (* 1960), deutscher Journalist und KabarettistFrank-Markus Barwasser (* 1960)

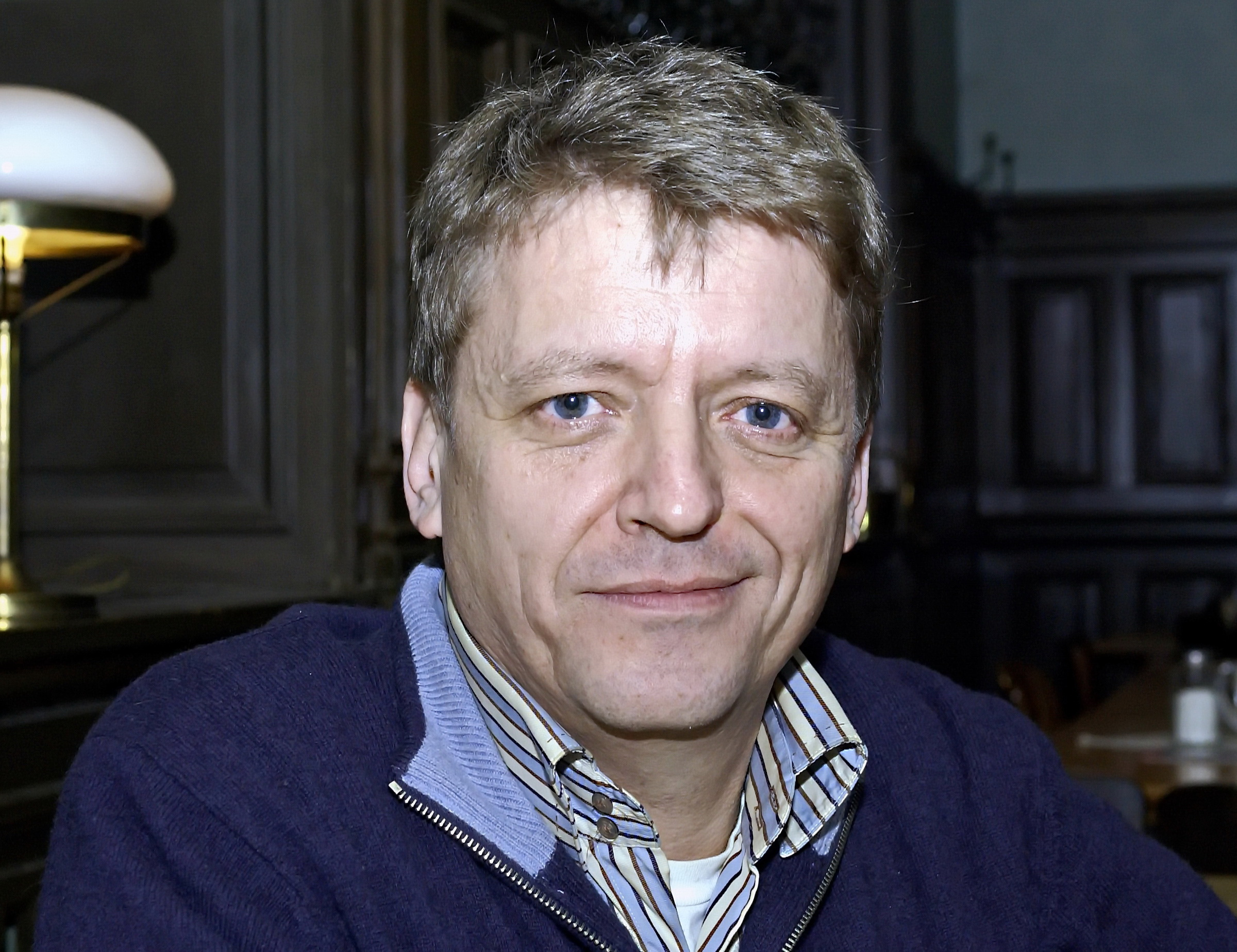
Frank-Markus Barwasser (* 1960)

- Barwasser, Karlheinz (* 1950), deutscher Schriftsteller

### Barwe
- Barwegan, Dick (1925–1966), US-amerikanischer Footballspieler
- Barwegen, Micheal (* 1986), kanadischer Fußballschiedsrichterassistent
- Barwell, Henry (1877–1959), australischer Rechtsanwalt und Politiker (Liberal Party), Bundessenator, Premierminister von South Australia
- Barwenzik, Hans (1934–2014), deutscher Fußballspieler

### Barwi
- Barwich, Franz (1878–1955), deutscher Anarchosyndikalist
- Barwich, Heinz (1911–1966), deutscher Kernphysiker
- Barwick, Clark (* 1980), US-amerikanischer Mathematiker
- Barwick, Diane (1938–1986), kanadische Anthropologin, Historikerin und Aktivistin für die Rechte der Aborigines
- Barwick, Garfield (1903–1997), australischer Politiker und Außenminister
- Barwick, Karl (1883–1965), deutscher Klassischer Philologe
- Barwig, Anja (* 1984), deutsche Voltigiererin
- Barwig, Charles (1837–1912), US-amerikanischer Politiker
- Barwig, Franz der Ältere (1868–1931), österreichischer Bildhauer
- Barwig, Franz der Jüngere (1903–1985), österreichischer Bildhauer
- Barwig, Helmut (1930–2023), deutscher Politiker (SPD), MdL
- Barwig, Josef (1909–1942), deutscher Politiker (NSDAP), MdR
- Barwin, Connor (* 1986), US-amerikanischer American-Football-Spieler
- Bärwinkel, Felix (1864–1927), deutscher Landrat, MdR
- Bärwinkel, Oswald (1920–2006), deutscher Kombinatsdirektor
- Bärwinkel, Reinhold (1834–1898), deutscher Politiker, Landtagspräsident
- Bärwinkel, Richard (1840–1911), deutscher evangelischer Theologe und Pfarrer
- Bärwinkel, Roland (* 1958), deutscher Schriftsteller und Lyriker
- Bärwinkel, Wilhelm (1880–1969), deutscher Politiker (SPD)
- Bärwinkel-Leue, Hans-Joachim (1896–1978), deutscher Jurist und Autor
- Barwinok, Hanna (1828–1911), ukrainische Schriftstellerin
- Barwinok, Wolodymyr (1879–1943), ukrainischer Historiker, Theologe, Bibliograf, Autor, Archivar
- Barwinske, Ruth (1926–2005), deutsche Hochseilartistin
- Barwinski, Berthold (1903–1971), deutscher Verwaltungsjurist
- Barwinski, Otto (1890–1969), deutscher Jurist, Generalrichter der Wehrmacht, Richter am Bundesdisziplinarhof
- Barwinsky, Anja (* 1986), deutsche Fußballspielerin
- Barwinskyj, Oleksandr (1847–1926), ukrainischer Politiker, Historiker und Pädagoge
- Barwinskyj, Wassyl (1888–1963), ukrainischer Komponist
- Barwinskyj, Wolodymyr (1850–1883), ukrainischer Verleger, Historiker, Soziologe, Journalist, Schriftsteller und Übersetzer
- Bärwirth, Anita (1918–1994), deutsche Kunstturnerin
- Barwise, Jon (1942–2000), US-amerikanischer Logiker
- Barwitz, Johann Franz von († 1668), Feldmarschalleutnant und Landeshauptmann des Fürstentums Großglogau
- Barwitzius, Hans (1914–2005), österreichischer Bürgermeister
- Barwitzky, Cläre (1913–1989), deutsche katholische Seelsorgehelferin und Gerechte unter den Völkern

### Barwo
- Bärwolf, Daniel (* 1973), deutscher Fußballspieler
- Bärwolff, Günter (* 1950), deutscher Mathematiker und Hochschullehrer
- Bärwolff, Matthias (* 1985), deutscher Politiker (Linkspartei, Thüringen), MdLMatthias Bärwolff (* 1985)

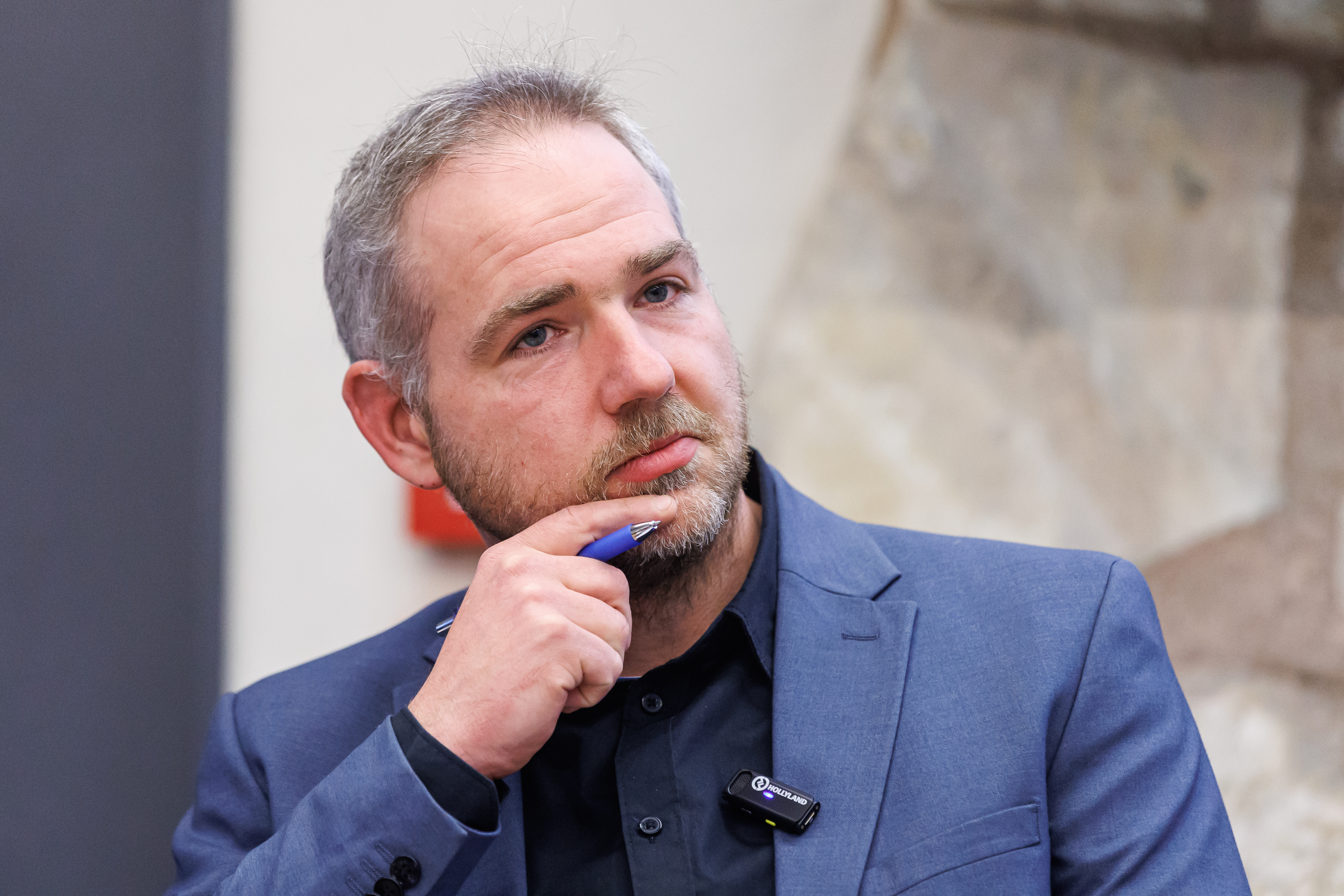
Matthias Bärwolff (* 1985)

- Barwood, Adam (* 1992), neuseeländischer Skirennläufer
- Barwood, Hal (* 1940), US-amerikanischer Drehbuchautor, Filmregisseur, Filmproduzent, Spieleentwickler und Schriftsteller